# Tabula Rasa (Héroes)
Tabula Rasa se trata del quinto episodio de la cuarta temporada de Héroes: Redemption. El episodio se estrenó el día 19 de octubre de 2009 con un rating de 5 670 000 millones de espectadores. 

## Trama
Sylar con su verdadera forma y sin ningún recuerdo de Nathan. Comienza a explorar su nuevo hogar, conviviendo y conociendo a los feriantes, siendo una prueba puesta por Samuel para probar su memoria, enterándose de que los vanos recuerdos Nathan han suprimido por completo los recuerdos del viejo Gabriel Gray. De tal manera que Samuel decide usar a uno de los miembros de su familia, llamado Damien junto a su extraña habilidad para hacerlo recordar. Aunque no con los resultados esperados debido a los violentos recuerdos de Sylar sobre como mató a tanta gente de manera brutal y violenta. Sylar impresionado se niega a creer que esa sea su naturaleza y Samuel le advierte que el Capitán Lubbock, le ha seguido el paso al Carnaval, y que la única forma de salvarse es matándolo. En la habitación de espejos Sylar confronta al capitán Lubbock, sin asesinarlo y de la nada Edgar aparece para asesinar a Lubbock. Esa misma noche Sylar es bautizado en el carnaval y por ende se convierte en un miembro oficial de los Sullivan Bros. Carnival.
Peter dispuesto a salvar a Hiro de su prematura muerte, replica el poder del tiempo-espacio y se une a Noah Bennet para encontrar a una persona con el poder de la curación. Noah utilizando unos expedientes de la compañía, concluye que Jeremy Greer es el más apto para el trabajo y juntos viajan a Cainan. Una vez que ambos llegan a la residencia del joven, descubren descontentados los cadáveres de los padres de Jeremy petrificados y por si fuera poco Jeremy armado de un rifle los ataca. Peter idea un plan para desarmar a Jeremy, mientras Noah intenta razonar con el conversando. Sin embargo durante la conversación Peter sorprende a Jeremy y este último se altera disparándole a Peter, quien aún contando con el poder de detener el tiempo fue incapaz de detener la bala. Noah entonces apacigua a Jeremy y lo anima lo suficiente para curar a Peter justo antes de que muera. Más tarde Peter recuperado se marcha individualmente de Cainan, mientras Jeremy le explica a Noah que su poder en otras condiciones también puede matar a las personas. La policía de Cainan llega y Noah le asegura que ha justificado la muerte de sus padres.
Hiro Nakamura algo recuperado de sus últimas acciones, pone su interés en la humana evolucionada Emma, debido al estado de incomodidad que tanto reflejaba. Hiro entonces decide preguntarle a Emma su problema y esta le confirma que su habilidad la asusta y no la quiere, Hiro entonces usando su experiencia intenta convencerla de que las habilidades no siempre son tan malas, peor Emma se niega a creerlo y se marcha. Hiro usando de inspiración un show de talentos en el hospital, usa sus habilidades deteniendo el tiempo, enseñándole la hermosura de las ondas de sonido suspendidas en el aire (inmóviles) y últimamente motivándola a seguir adelante. Más tarde Emma le agradece a Hiro por sus actos y Hiro durante la conversación recuerda a Charlie, hecho que lo impulsa a poner a Charlie como una de sus prioridades antes de morir y desaparece ante Emma. Hace tres años Hiro llega a la cafetería el “Pan tostado” el día de la muerte de Charlie. 

## Curiosidades
- El término Tabula rasa significa "hoja en blanco" un título muy acertado acorde al estado actual de la mente de Sylar.
- El cómic que Hiro lee en una escena, se llama Berkerser una novela gráfica producida por Milo Ventimiglia.

- Datos: Q7673610